# Шидертинское водохранилище
Шидертинское водохранилище (Водохранилище Гидроузла № 1) — водохранилище в Казахстане на реке Шидерты, по руслу которой идёт обратный сток воды канала имени Каныша Сатпаева. Сооружено в 1969 году. Расположено в 50 км к западу от города Экибастуза Павлодарской области.
Площадь водного зеркала — 10,9 км², объём — 83,71 млн м³. Высота над уровнем моря — 218 м. Длина водохранилища — около 18 км, средняя ширина — 0,5 км, средняя глубина — 7,6 м.
Вода пресная, умеренно жёсткая, слабощелочная, относится к гидрокарбонатно-сульфатному классу, натриевой группе.
Ихтиофауна: судак, щука, лещ, плотва, окунь.
На восточном берегу водохранилища расположен посёлок Шидерты.